# Guil (métro de Séoul)
Pour l’article homonyme, voir Guil.
Guil (hangeul : 구일 ; hanja : 九一) est une station de passage de la ligne 1 du métro de Séoul. Elle est située au 133 Guil-ro dans le quartier Guro 1-dong de l'arrondissement Guro-gu sur le territoire de la ville de Séoul, en Corée du Sud. Elle dessert notamment l'université Dongyang Mirae (en).
Mise en service en 1995, la station est desservie par les rames de services omnibus et express de la ligne.

## Situation sur le réseau

Plan du réseau (2023)

Établie en aérien, sur un pont qui franchit la rivière Anyangcheon (en), Guil  est une station de passage de la ligne 1 du métro de Séoul : elle est située entre la station Guro, en direction du terminus nord-est Yeoncheon, et la station Gaebong, en direction du terminus ouest Incheon,.

## Histoire
La station Guil est mise en service le 16 février 1995,.

## Services aux voyageurs

### Accès et accueil
Établie au 133 Guil-ro dans le quartier Guro 1-dong, en aérien sur le pont qui franchit la rivière Anyangcheon (en), la station dispose de deux bouches situées de part et d'autre de la rivière.

### Desserte
Guil est desservie par les rames de services omnibus et express de la ligne 1.

Installations
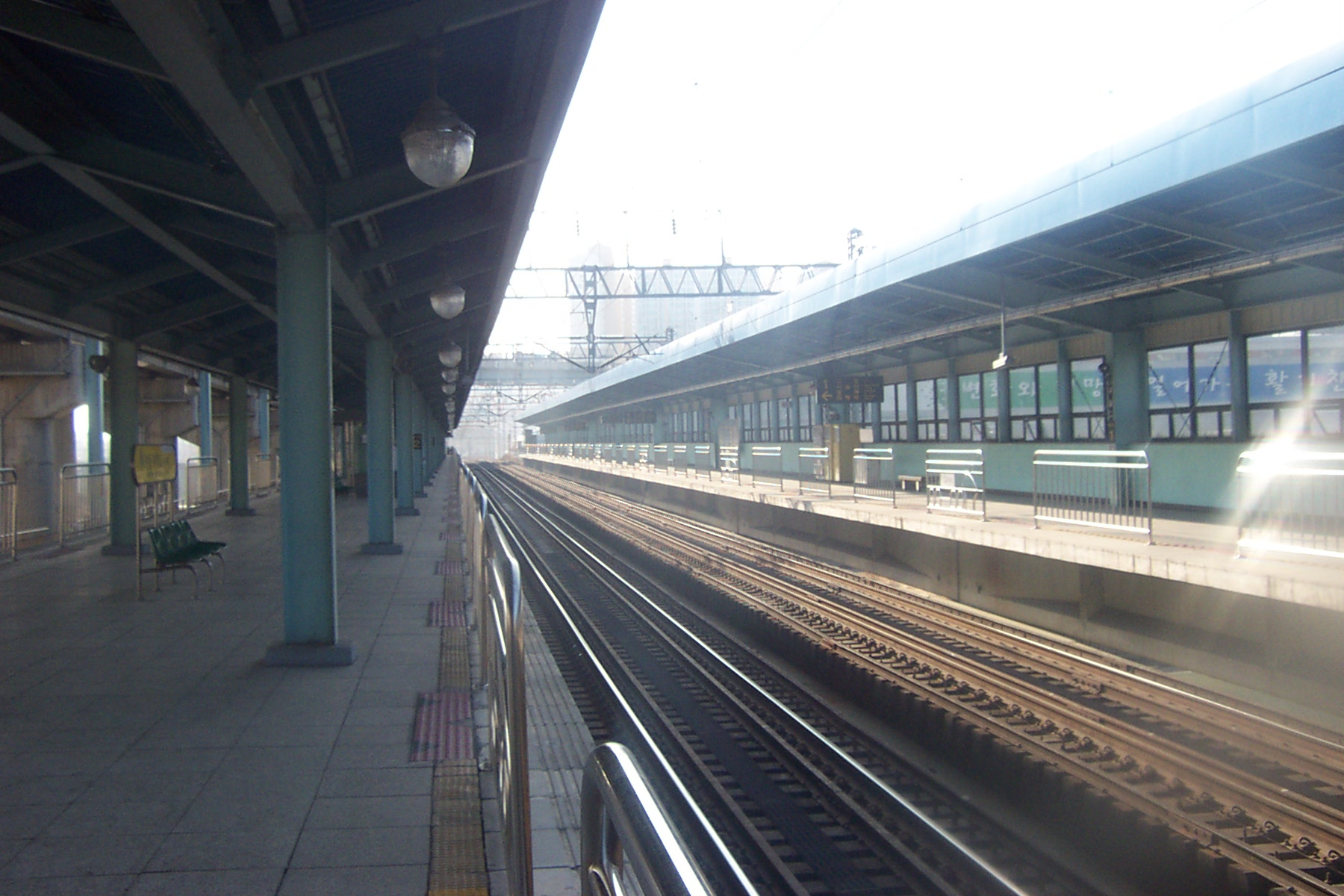
En 2007.
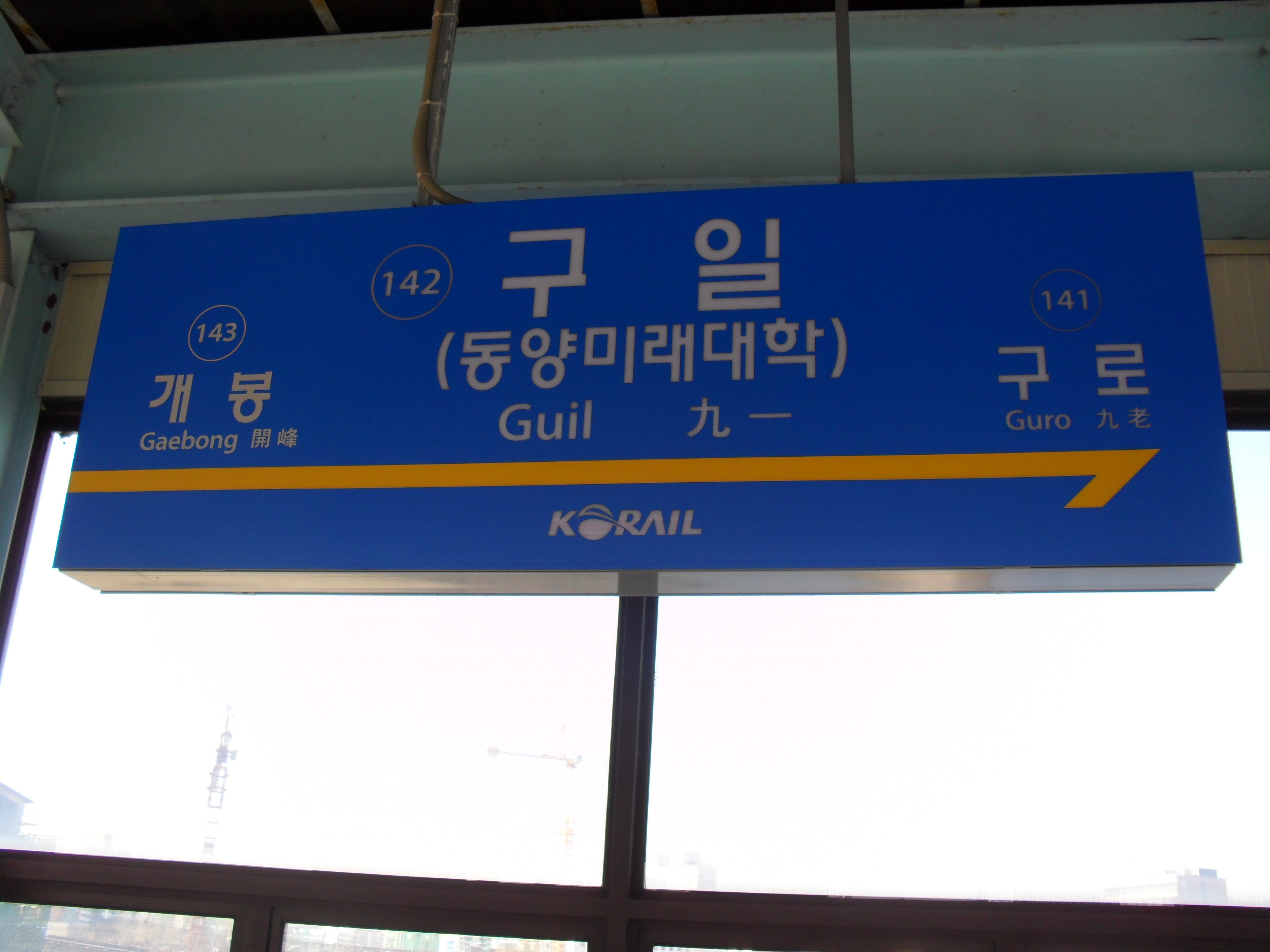
En 2011.
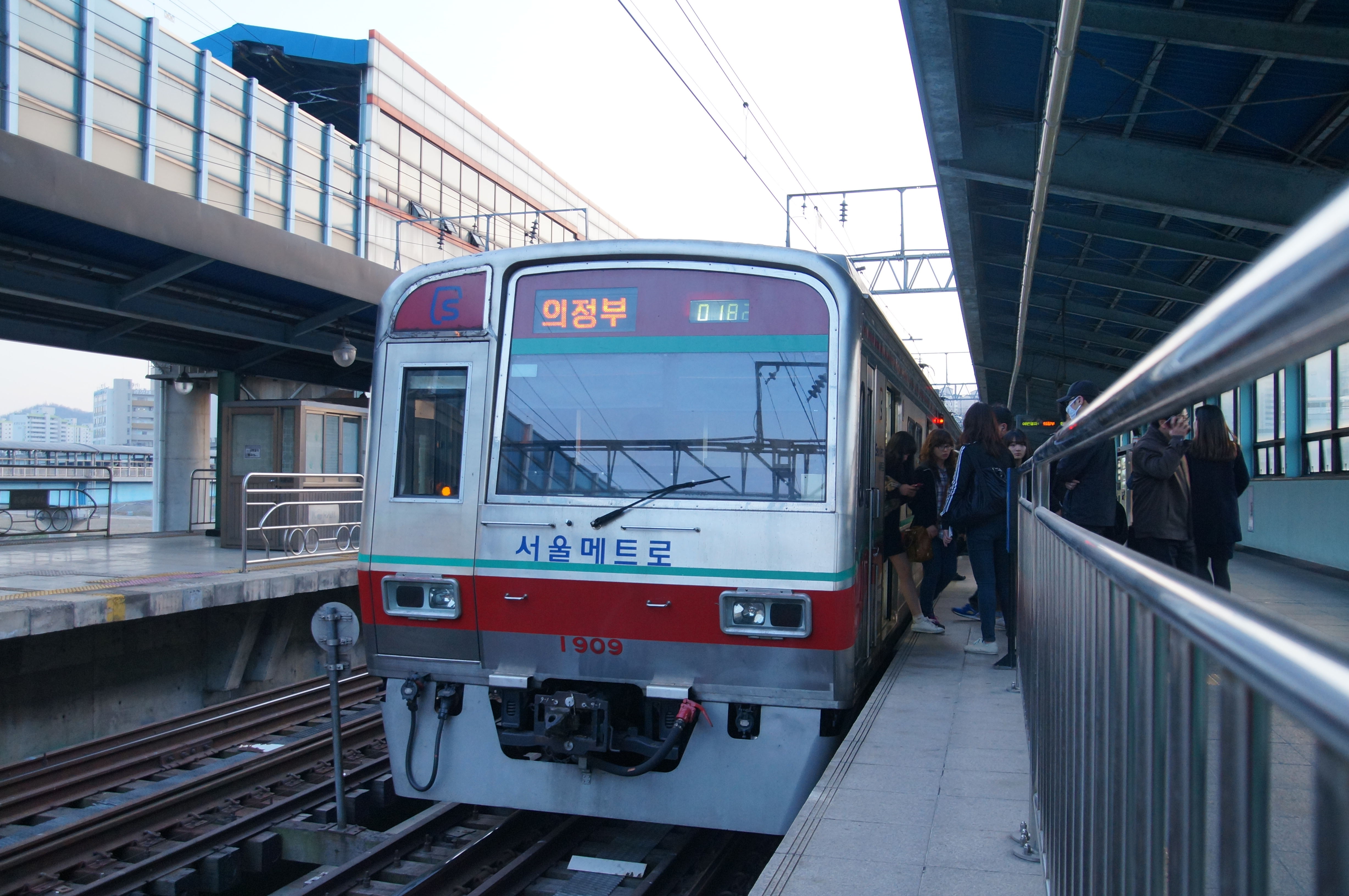
En 2013.

### Intermodalité
Des arrêts de bus sont situés à proximité.

## À proximité
La bouche n°1 dessert les écoles primaires, collège et lycée de Guil. La bouche n°2 dessert : l'hôpital Guro Sungsim, l'université Dongyang Mirae (en), la caserne de pompiers de Guro et le stade de baseball Gocheok Sky Dome (en).